# かもめ (列車)
かもめは、九州旅客鉄道（JR九州）が主に西九州新幹線の武雄温泉駅・新大村駅 - 長崎駅間で運行している特別急行列車の愛称。
本項では、1953年から山陽新幹線全線開業の1975年まで京都と博多を結んでいた在来線特急「かもめ」、1976年から西九州新幹線開業までの間、主に鹿児島本線・長崎本線博多駅 - 長崎駅間で運行されていた在来線特急「かもめ」、福岡県と佐賀県を結ぶ在来線特急のうち、武雄温泉駅発着で運行されている「リレーかもめ」、佐賀駅・肥前鹿島駅発着で運行されている「かささぎ」、その他長崎本線における優等列車の沿革についても記述する。

## 概要
特急「かもめ」は、1976年7月1日に長崎本線と佐世保線全線の電化により、それまで小倉駅・博多駅 - 長崎駅間で運行していた急行「出島」の一部を特急に格上げする形で、7往復で運行を開始した。その後、博多駅 - 長崎駅間は、最大で26往復の運行となった。
2022年9月23日のダイヤ改正において、西九州新幹線の武雄温泉駅 - 長崎駅間が開業し、「かもめ」の列車名は新幹線に移行。武雄温泉駅から博多方面へ向かう既存の在来線特急については「リレーかもめ」の列車名で運転され、武雄温泉駅における同一ホームでの対面乗り換えで接続する形となった。この2列車は事実上の同一列車として扱い、直通ではないが長崎発は「かもめ博多行き」とし、博多発は「リレーかもめ長崎行き」として運行する。接続先列車とは号数も統一させている。ただし「リレーかもめ」の本数は新幹線「かもめ」の本数より少なく、この分については特急「みどり」を「みどり（リレーかもめ）」として接続列車と扱うことで対応している。また、福岡県と佐賀県を結ぶ特急のうち、佐賀駅・肥前鹿島駅発着の列車には「かささぎ」の名称が与えられた。

## 運行概況
2022年9月23日時点の状況を示す。
定期列車は武雄温泉駅 - 長崎駅間で22往復が設定されているほか、朝に下り2本・夜に上り1本が新大村駅 - 長崎駅間で運転される。号数は、100番台を独自に付番している新大村駅発着列車を除き、「リレーかもめ」および「みどり（リレーかもめ）」に合わせられている。

### リレーかもめ・かもめ停車駅
「かもめ」は各駅停車を主体とするが、約半数の列車が嬉野温泉駅を通過する。また、朝夕には同駅に加え新大村駅も通過となる便が存在する。
| 列車名    | 列車名    | 列車名   | 列車名   | 在来線特急リレーかもめ | 在来線特急リレーかもめ | 在来線特急リレーかもめ | 在来線特急リレーかもめ | 在来線特急リレーかもめ | 在来線特急リレーかもめ | 在来線特急リレーかもめ | 在来線特急リレーかもめ | 在来線特急リレーかもめ | 在来線特急リレーかもめ | 在来線特急リレーかもめ | 在来線特急リレーかもめ | 在来線特急リレーかもめ | 在来線特急リレーかもめ | 在来線特急リレーかもめ | 在来線特急リレーかもめ | 在来線特急リレーかもめ | 新幹線かもめ | 新幹線かもめ | 新幹線かもめ | 新幹線かもめ | 新幹線かもめ | 備考                                  |
| 号数      | 種別色    | 下り本数 | 上り本数 | 門司港駅               | 門司駅                 | 小倉駅                 | 戸畑駅                 | 八幡駅                 | 黒崎駅                 | 折尾駅                 | 赤間駅                 | 東郷駅                 | 福間駅                 | 博多駅                 | 二日市駅               | 鳥栖駅                 | 新鳥栖駅               | 佐賀駅                 | 江北駅                 | 武雄温泉駅             | 武雄温泉駅   | 嬉野温泉駅   | 新大村駅     | 諫早駅       | 長崎駅       | 備考                                  |
| --------- | --------- | -------- | -------- | ---------------------- | ---------------------- | ---------------------- | ---------------------- | ---------------------- | ---------------------- | ---------------------- | ---------------------- | ---------------------- | ---------------------- | ---------------------- | ---------------------- | ---------------------- | ---------------------- | ---------------------- | ---------------------- | ---------------------- | ------------ | ------------ | ------------ | ------------ | ------------ | ------------------------------------- |
| 1-64号    | 黄色（■） | 3        | 2        |                        |                        |                        |                        |                        |                        |                        |                        |                        |                        | ●                      | －                     | ●                      | ●                      | ●                      | －                     | ●                      | ●            | －           | －           | ●            | ●            |                                       |
| 1-64号    | 黄色（■） | 2        | 0        |                        |                        |                        |                        |                        |                        |                        |                        |                        |                        | ●                      | →                      | ●                      | ●                      | ●                      | ●                      | ●                      | ●            | →            | →            | ●            | ●            | 41・53号                              |
| 1-64号    | 赤色（■） | 1        | 0        |                        |                        |                        |                        |                        |                        |                        |                        |                        |                        | ●                      | →                      | ●                      | ●                      | ●                      | →                      | ●                      | ●            | →            | ●            | ●            | ●            | 25号                                  |
| 1-64号    | 赤色（■） | 0        | 2        |                        |                        |                        |                        |                        |                        |                        |                        |                        |                        | ●                      | ●                      | ●                      | ●                      | ●                      | ←                      | ●                      | ●            | ←            | ●            | ●            | ●            | 54・58号                              |
| 1-64号    | 赤色（■） | 3        | 4        |                        |                        |                        |                        |                        |                        |                        |                        |                        |                        | ●                      | －                     | ●                      | ●                      | ●                      | ●                      | ●                      | ●            | －           | ●            | ●            | ●            |                                       |
| 1-64号    | 赤色（■） | 1        | 1        |                        |                        |                        |                        |                        |                        |                        |                        |                        |                        | ●                      | ●                      | ●                      | ●                      | ●                      | ●                      | ●                      | ●            | －           | ●            | ●            | ●            | 1・64号                               |
| 1-64号    | 青色（■） | 1        | 0        | ●                      | ●                      | ●                      | ●                      | →                      | ●                      | ●                      | ●                      | →                      | ●                      | ●                      | →                      | ●                      | ●                      | ●                      | →                      | ●                      | ●            | ●            | ●            | ●            | ●            | 9号                                   |
| 1-64号    | 青色（■） | 0        | 1        | ●                      | ●                      | ●                      | ●                      | ●                      | ●                      | ●                      | ●                      | ●                      | ●                      | ●                      | ●                      | ●                      | ●                      | ●                      | ●                      | ●                      | ●            | ●            | ●            | ●            | ●            | 66号                                  |
| 1-64号    | 青色（■） | 0        | 2        |                        |                        |                        |                        |                        |                        |                        |                        |                        |                        | ●                      | ←                      | ●                      | ●                      | ●                      | ←                      | ●                      | ●            | ●            | ●            | ●            | ●            | 14・38号                              |
| 1-64号    | 青色（■） | 1        | 0        |                        |                        |                        |                        |                        |                        |                        |                        |                        |                        | ●                      | ●                      | ●                      | ●                      | ●                      | →                      | ●                      | ●            | ●            | ●            | ●            | ●            | 5号                                   |
| 1-64号    | 青色（■） | 5        | 6        |                        |                        |                        |                        |                        |                        |                        |                        |                        |                        | ●                      | －                     | ●                      | ●                      | ●                      | ●                      | ●                      | ●            | ●            | ●            | ●            | ●            | 上り2号は「みどり(リレーかもめ)」     |
| 1-64号    | 青色（■） | 5        | 4        |                        |                        |                        |                        |                        |                        |                        |                        |                        |                        | ●                      | ●                      | ●                      | ●                      | ●                      | ●                      | ●                      | ●            | ●            | ●            | ●            | ●            | 下り3号以外は「みどり(リレーかもめ)」 |
| 101-103号 | 青色（■） | 2        | 1        |                        |                        |                        |                        |                        |                        |                        |                        |                        |                        |                        |                        |                        |                        |                        |                        |                        |              |              | ●            | ●            | ●            |                                       |

- ●：停車
- －, →, ←：通過

### 使用車両・編成
熊本総合車両所大村車両管理室所属のN700S系6両編成が充当される。長崎方先頭車が1号車で、全車普通車。車椅子対応座席は3号車に設置されている。
1 - 3号車が指定席、4 - 6号車が自由席となるのが基本であるが、新大村駅発着列車は全車自由席となる。

## 在来線特急「かもめ」「リレーかもめ」「かささぎ」

### かもめ（1976年 - 2022年）
2022年9月22日時点で、「かもめ」は博多駅 - 長崎駅間22往復（1 - 46・48号。15・28・36号は欠番、多客期に臨時列車として運転）、門司港駅→佐賀駅間下り1本（101号）、博多駅 - 佐賀駅間下り1本・上り2本（下り103号・上り100・108号）、肥前鹿島駅→博多駅間上り1本（102号）と、平日のみ佐賀駅→吉塚駅間上り1本（104号）、土曜・休日のみ佐賀駅→博多駅間に上り1本（106号）が運行されていた。なお101号は2020年3月14日ダイヤ改正時点で、列車種別を変更せずに博多駅を跨いで運行する唯一の定期運行の在来線特急列車であった。「かもめ」として列車種別を変えずに博多駅を跨いで運転する列車は2005年2月28日以来の運転となった。
2022年9月23日に西九州新幹線の武雄温泉駅 - 長崎駅間が部分開業したことにより「かもめ」は新幹線にその名を継承し、在来線特急「かもめ」は廃止された。

#### 停車駅
門司港駅 - 門司駅 - 小倉駅 - 戸畑駅 - 黒崎駅 - 折尾駅 - 赤間駅 - 福間駅 - （吉塚駅） - 博多駅 - （二日市駅） - 鳥栖駅 - 新鳥栖駅 - 佐賀駅 - （肥前山口駅） - 肥前鹿島駅 - 諫早駅 - 浦上駅 - 長崎駅
- ()の駅は一部列車のみ停車。
  - 吉塚駅は104号のみ停車（104号は博多駅から普通列車）。
  - 二日市駅・肥前山口駅については以下の通り。
    - 1・3・38・39・46・48号：双方とも停車。
    - 5・10・11・14・29・30・33・34・37・42・44号：二日市駅のみ停車。
    - 上記以外の長崎駅発着列車：肥前山口駅のみ停車。
    - 100番台の列車：肥前鹿島駅始発列車（102号）は肥前山口駅停車・二日市駅通過。佐賀駅発着列車は二日市駅には101・103・108号が停車。
    - なお臨時列車は70 - 75号、77号と92・93号は二日市駅・肥前山口駅とも通過。2021年3月ダイヤ改正で臨時化された列車は以前の停車パターンを維持する形で91号は二日市駅停車・肥前山口駅通過、76・94号は肥前山口駅停車・二日市駅通過。なお91・94・76号は2021年3月13日改正前の15・28・36号に相当する列車であり、この3つは改正以降も詰められることなく欠番となっていた。
- 以下の駅に臨時停車することがあった。
  - バルーンさが駅：佐賀インターナショナルバルーンフェスタ期間中に一部の列車が臨時停車。なお、2006年までは下り列車のみだったが、2007年以降は上り列車も設定がなされていた。
  - 肥前浜駅：JR九州ウォーキング開催日に一部の列車が臨時停車。
  - 肥前七浦駅：毎年初夏に行われる「鹿島ガタリンピック」開催日に一部の列車が臨時停車。
  - 湯江駅：JR九州主催の「諫早干拓ウォーク」開催時に一部の列車が臨時停車[要出典]。かつて通年停車する列車が存在した。
  - このほか、2010年までは佐賀県神埼市の名勝「九年庵」の一般公開期間中に一部の列車が神埼駅に停車していたが、2011年以降は「かもめ」は停車せず、代わりに「みどり（・ハウステンボス）」が停車している。また多良駅にはかつて通年停車する列車が存在し、その後も2018年 - 2019年まではカニのシーズン（主に12月 - 2月）に一部の列車が臨時停車していたが、2019年 - 2020年より臨時停車は中止となった。

#### 使用車両・編成
南福岡車両区に所属する885系電車・787系電車・783系電車が充当されていた。当時のJR九州管内を運行する特急列車の中では唯一、3形式の車両が使用されていた。
- 783系：佐賀駅始発の上り104号（平日のみ運転）
- 787系：博多駅 - 長崎駅間の11往復と佐賀駅発着の2往復、肥前鹿島駅始発の上り1本
  - 下り：1・5・9・11・13・23・25・29・33・39・41・101・103号
  - 上り：6・10・14・18・20・30・32・34・40・44・48・100・102・108号
- 885系：博多駅 - 長崎駅間の11往復と佐賀駅始発の上り1本（佐賀駅始発列車は土曜・休日のみ運転）
  - 下り：3・7・17・19・21・27・31・35・37・43・45号
  - 上り：2・4・8・12・16・22・24・26・38・42・46・106号

885系は2000年3月11日の車両投入時より使用されていた。当初は黄帯の「白いかもめ」編成（1次車・6両編成）のみで運用されていたが、2次車である青帯の「白いソニック」編成が5両から6両に増結されてからは次第に「白いソニック」での運行が増えた。その後、1次車と2次車は共通運用となり、1次車は青帯化され、ロゴも「KAMOME EXPRESS」から共通運用を前提とした「AROUND THE KYUSHU」ロゴに変更されている。車両投入以来、博多駅 - 長崎駅間の列車のうち16往復に使われ続けてきたが、2020年3月14日のダイヤ改正で13往復に削減され、2021年3月13日ダイヤ改正では11往復に減少していた。
787系は4人用グリーン個室とDXグリーン席を備えた7両編成（100・103号のみ6両編成）で運転されていた。100号は「みどり1・10号」が「ハウステンボス」を併結する日に限り、783系「みどり」編成+「ハウステンボス」編成で運転された（「かもめ100号」は博多駅に到着後、「みどり1号」の運用に入るため）。
7両編成は長崎駅発着の「かもめ」を主体とし、間合い運用として深夜・早朝の「みどり」「きらめき」の運用にも入っていた。2021年3月12日までは「有明」の運用もあった。6両編成は日豊本線に乗り入れる「にちりん」用の編成で、日豊本線での運用を主体とし、「みどり」「きらめき」や佐賀駅発着の「かもめ」100・103号（長崎駅への定期乗り入れはない）でも運転されていた。
1994年3月のダイヤ改正時に単独運行の列車5往復に投入されたが（当時連結していたビュフェも営業していた）、単独運行「かもめ」の783系への統一に伴い1996年3月15日をもって撤退した。その後、2001年3月3日に「有明」用の4両編成が博多駅 - 肥前山口駅間の列車1往復に充当されたが、これもこの年の10月5日に撤退していた。2011年3月12日の九州新幹線全線開業に伴い、廃止または大幅削減となった「リレーつばめ」・「有明」用の7両編成から付随車1両を抜いた6両編成が充当され、787系は9年半ぶりに「かもめ」の定期運用に復帰した。なお、885系と783系に予備車が少ないため、それ以前にも臨時列車で運用されたことがある。2014年のダイヤ改正からは従来の6両編成から7両編成に増結された（繁忙期はさらに1両増結した8両編成で運転される場合があった）。2018年以降は佐賀駅発着列車に主に「にちりん」に使用される6両編成が再び運用され始めていた。
783系は104号のみの運用で、「みどり」用の4両編成で運行されている。各車両とも中央の乗降口を境に佐賀寄りのA室と門司港寄りのB室に分かれており、駅や車内でもそのように案内されている。2017年3月4日のダイヤ改正まで「みどり」編成＋「ハウステンボス」編成の8両編成で運転されていた鹿児島本線長洲駅始発の特急「有明」4号のうち、「ハウステンボス」編成を佐賀駅始発の「かもめ」104号（新設、平日のみ運転）に変更して、鳥栖駅→吉塚駅間は「有明4号・かもめ104号」として併結運転を行うようになった。その後、2018年3月17日のダイヤ改正で両編成とも「かもめ」104号になったのを経て、2020年3月14日ダイヤ改正で「みどり」編成のみでの運転に変更された。
1989年の投入当初は、先頭車の帯色を青と赤で塗り分けた専用編成（7両・全室グリーン車・繁忙期9両）が使用されていた。1990年3月から1994年7月まで、車両愛称の「ハイパーサルーン」にちなみ「ハイパーかもめ」として運転されていた。運転開始時よりカフェテリアの営業も行っていたが、1992年に営業を終了している。
その後、前述の通り1996年に単独運行の「かもめ」は783系6両編成（繁忙期は一部8両編成に増結）に統一されたが、2000年3月11日に885系が投入されると783系は「みどり」併結列車での運用がほとんどとなり、編成も4両編成となった。ただし、多客期に5両編成で運行したのが2006年9月以降は常態化し、2007年3月18日のダイヤ改正で正式に5両編成に増結された。2011年3月12日のダイヤ改正で「みどり」との併結運行が終了したことに伴い、783系は佐賀駅発着2往復のみの運転に縮小され、編成も再び4両となった。なお、従来用いられていた5両編成は日豊本線で運行される特急列車に転用された。2016年3月26日のダイヤ改正で1往復が5両編成に変更され、2017年3月4日のダイヤ改正で104号が運行を開始した。2018年3月17日のダイヤ改正で783系は104号のみとなったが、2020年3月14日のダイヤ改正で上記の通り787系の運用を1往復置き換えた。これは翌年に再び787系に戻されており、現在は再び104号のみとなった。
なお885系と783系は諫早駅 - 長崎駅間運転の200番台に充当されたこともあるが、200番台ではグリーン車は締切扱いのため利用できなかった。
1976年から2000年までは485系電車も使用されていた。JR九州は1990年以降、自社所有の485系を外装を赤一色にするなどのリニューアルを施工し、「かもめ」塗装の車両に関しては「KAMOME EXPRESS」の愛称があった。しかし「KAMOME EXPRESS」車両は単独運行の「かもめ」の車両更新が進んだことから1996年に全廃され、その後は2000年の485系撤退まで「にちりん」などで用いられる「RED EXPRESS」車両（「MIDORI EXPRESS」車両が組込まれることもあった）で運行された。

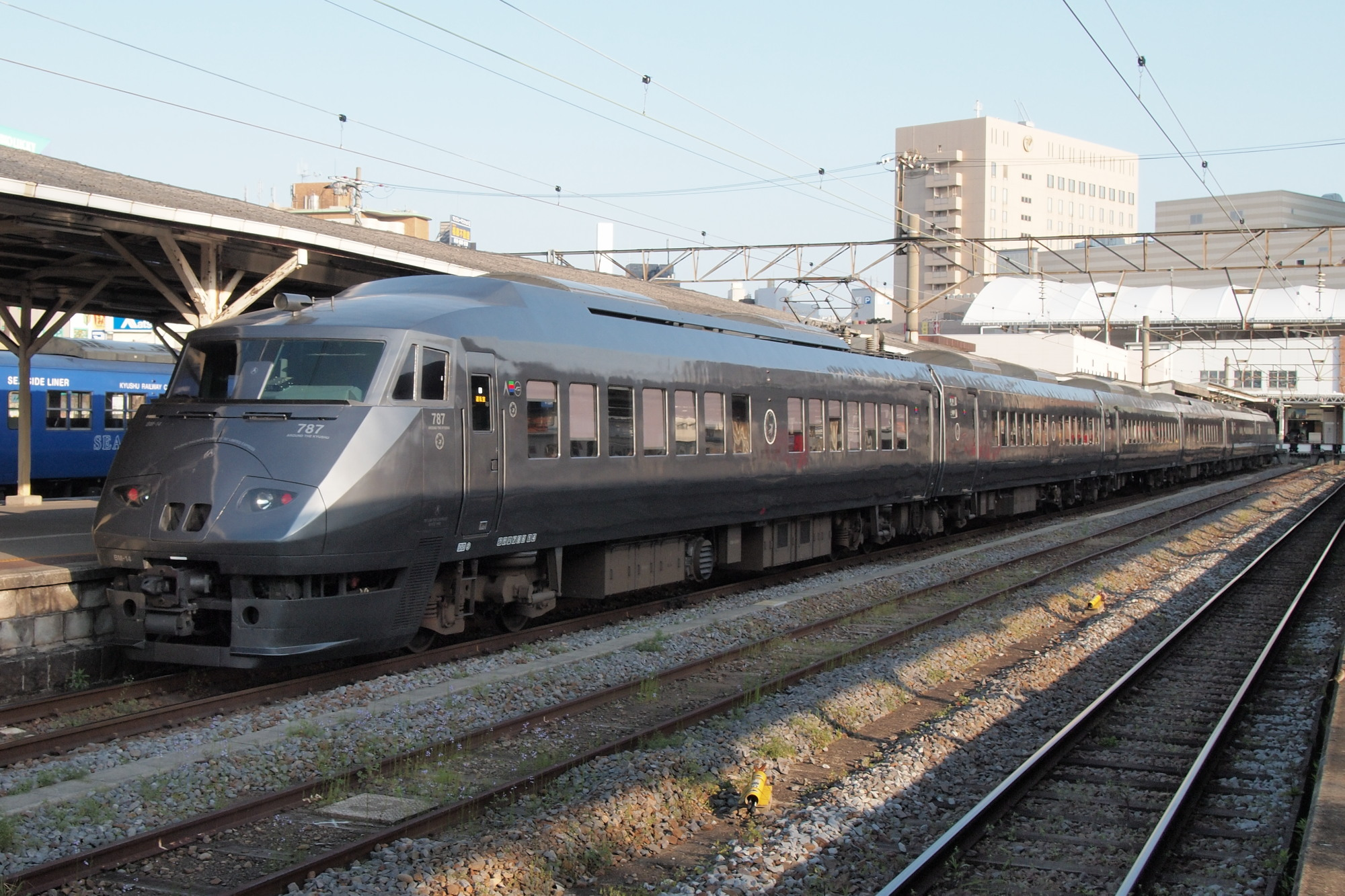
787系
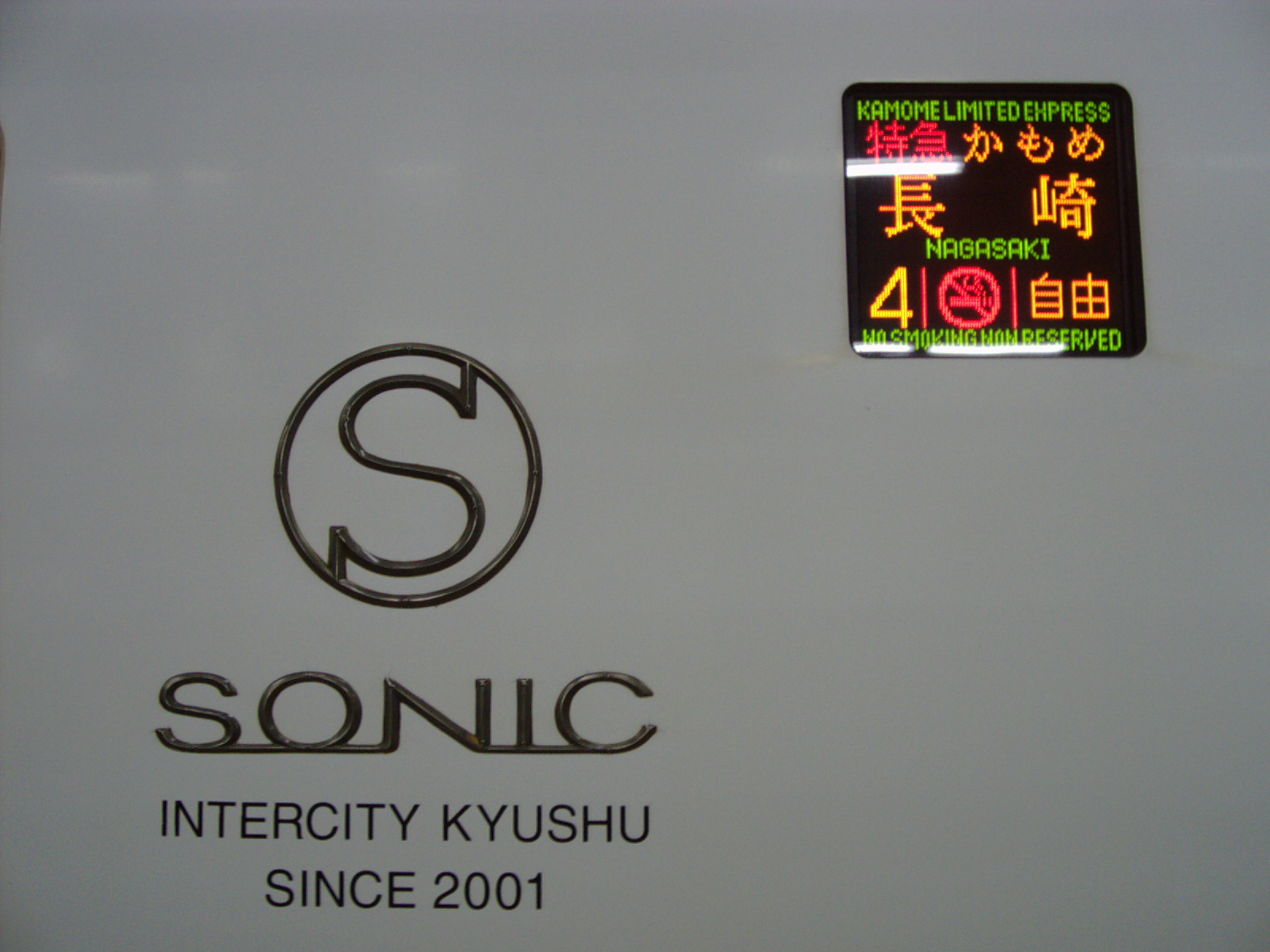
885系は「ソニック」塗装の編成で運転されることもあった。
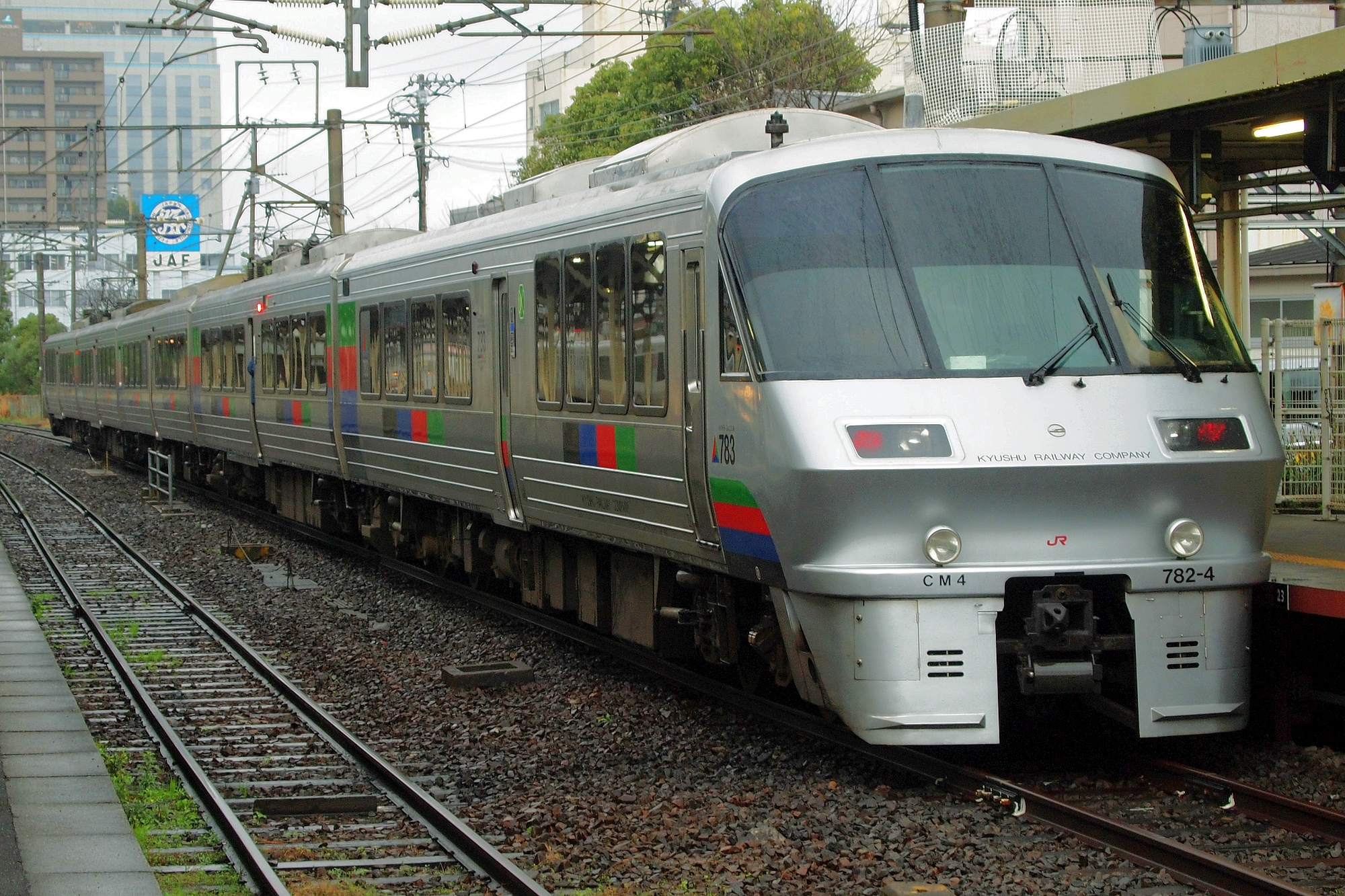
783系「かもめ」（2011年2月 長崎駅）

#### 所要時間
博多駅 - 長崎駅間の所要時間はおおよそ885系が1時間50分台、787系が2時間0分台で、臨時列車では形式を問わず2時間10分前後を要することが多かった。885系と787系の時間差は、主に肥前七浦駅 - 諫早駅間の急曲線連続区間での振り子車と非振り子車の速度制限の格差によるものである。2011年3月12日のダイヤ改正によって新鳥栖駅にも停車するようになったため、改正前より全体的に所要時間がわずかに延びたが、肥前山口駅での「みどり」との連結・切り離しが廃止されたことと、787系は基本的に肥前山口駅を通過するようになったことにより、783系が使われていた時期に比べると格差は小さくなっていた。ただし2020年3月14日のダイヤ改正以降は787系の二日市駅通過・肥前山口駅停車タイプの列車や、逆に885系の二日市駅停車・肥前山口駅通過タイプの列車が運転されており、787系でも博多駅 - 長崎駅間を1時間50分台で走破する列車があった（6・18・20・23・30・34号）。

### リレーかもめ・かささぎ（2022年 - ）
2022年9月23日時点の状況を示す。
「リレーかもめ」の定期列車は博多駅 - 武雄温泉駅間に下り17本・上り16本、門司港駅 - 武雄温泉駅間に1往復（下り9号・上り66号）が運行されている。全列車が武雄温泉駅で新幹線「かもめ」に対面乗り換えで接続している。
「かささぎ」の定期列車は博多駅 - 肥前鹿島駅間に6往復、門司港駅→肥前鹿島駅間に下り1本（101号）、肥前鹿島駅→吉塚駅間に上り1本（104号）、小倉駅→佐賀駅間に下り1本（201号）、佐賀駅→博多駅間に上り1本（202号）が運行されている。吉塚駅終着列車は博多駅 - 吉塚駅間は無愛称の普通列車として運行する。

#### 停車駅
リレーかもめ
かささぎ
門司港駅 - 門司駅 - 小倉駅 - 戸畑駅 - 黒崎駅 - 折尾駅 - 赤間駅 -（福間駅）-（香椎駅）-（吉塚駅）- 博多駅 - 二日市駅 - 鳥栖駅 - 新鳥栖駅 - 佐賀駅 - 江北駅 - 肥前鹿島駅
- 括弧内の駅は一部列車のみ停車。
  - 福間駅は101号のみ停車。
  - 香椎駅は201号のみ停車。
  - 吉塚駅は104号のみ停車（博多駅 - 吉塚駅間は無愛称の普通列車として運行）。

#### 使用車両・編成
南福岡車両区に所属する787系電車・885系電車が充当されているほか、「かささぎ」では1本のみ783系電車も使用されている。「かもめ」時代には、485系電車も使用されていた。
787系は、「リレーかもめ」の大半と「かささぎ」の半数の列車で使用され、4人用グリーン個室とDXグリーン席を連結している。ボックスシートは「リレーかもめ」では指定席、「かささぎ」では自由席として営業している。「リレーかもめ」は8両編成、「かささぎ」は6両または8両編成で運転されている。
1994年3月1日のダイヤ改正で、9両編成が「かもめ」5往復に投入され、ビュッフェも営業した（のちに7両に減車）。1996年3月16日のダイヤ改正によって、単独運行「かもめ」が783系に統一され、一度撤退した。2001年3月3日からは、「有明」用の4両編成が博多駅 - 肥前山口駅間の「かもめ」1往復に充当されたが、これも同年10月5日に撤退した。その後、2011年3月12日のダイヤ改正で、「リレーつばめ」「有明」用の7両編成から付随車1両を抜いた6両編成が「かもめ」に充当され、9年半ぶりに定期運用に復帰した。
885系は、2000年3月11日の車両投入時より「かもめ」に使用されており、西九州新幹線開業後も「リレーかもめ」「かささぎ」両列車で用いられている。当初は黄帯の「白いかもめ」編成（1次車）のみ運用されていたが、2次車である青帯の「白いソニック」編成が5両から6両に増結されてからは同編成も使用された。現在は1次車と2次車は共通運用となっている。
783系は「かささぎ102号」のみの運用で、「みどり」編成と「ハウステンボス」編成を連結した8両編成で運行されている。各車両とも中央の乗降口を境に肥前鹿島寄りのA室と博多寄りのB室に分かれており、駅や車内でもそのように案内されている。なお、定期「リレーかもめ」への充当はないが、臨時列車や代走で使用される場合がある。
1989年の投入当初は、先頭車の帯色を青と赤で塗り分けた専用編成（7両編成。繁忙期は9両編成）が「かもめ」で使用されていた。1990年3月から1994年7月まで、車両愛称の「ハイパーサルーン」にちなみ列車名も「ハイパーかもめ」となっていた。運転開始時よりカフェテリアの営業も行っていたが、1992年に営業を終了している。1996年に単独運行の「かもめ」は783系6両編成（繁忙期は一部8両編成）に統一されたが、2000年3月11日に885系が投入されると、783系は「みどり」併結列車での運用がほとんどとなり、編成も4両編成となった。その後、多客期の5両編成運行が2006年9月以降常態化し、2007年3月18日のダイヤ改正で正式に5両編成に増車された。2011年3月12日のダイヤ改正で「みどり」との併結運行が終了し、編成も再び4両となった。2016年3月26日のダイヤ改正では1往復が再び5両編成に変更され、2017年3月4日のダイヤ改正では「みどり」編成と「ハウステンボス」編成を連結した8両での運行となった。2020年3月14日ダイヤ改正で「みどり」用4両編成のみでの運転に変更された。
485系は、1976年から2000年まで「かもめ」で使用されていた。1990年以降、外装を赤一色にするなどのリニューアルが施工され、「かもめ」用の車両に関しては「KAMOME EXPRESS」のロゴが描かれていた。しかし「KAMOME EXPRESS」車両は1996年に全廃され、その後は2000年の485系撤退まで「にちりん」などと共通の「RED EXPRESS」車両で運行された。

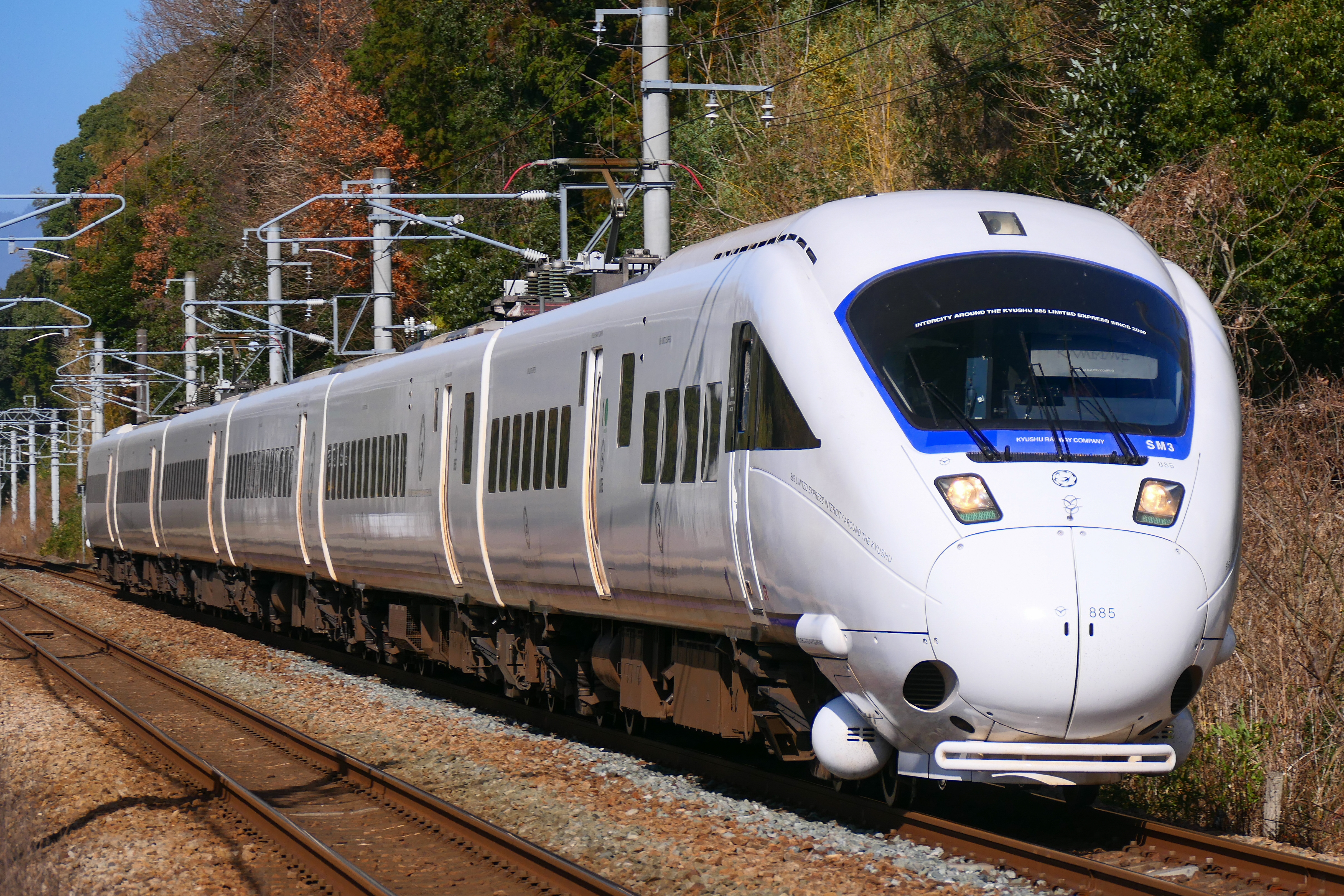
885系「かささぎ」（2023年1月 天拝山駅 - 原田駅間）

## 沿革

### 運行開始
- 1953年（昭和28年）
  - 3月15日：
    1. 京都駅 - 博多駅間を山陽本線・鹿児島本線経由で運転する特急「かもめ」が運行開始。
      - 両線では戦前に「富士」「櫻」といった特急が設定されていたが、戦中の1944年に「富士」を最後にして廃止されたため、戦後初の同線における特急列車となった。
      - 運行前には山陽特急との仮称があり、新形式の一等展望車の設計等がなされたとされ、実現していた場合は新形展望車が東海道本線の特急に使用され、山陽特急にはマイテ39形などの戦前製展望車が転用されていた可能性もあったとされるが、実際には二等・三等車・食堂車のみの組成となった。
      - 運行ダイヤ上では、下りは始発駅の京都駅で、上りは大阪駅で東海道本線夜行急行列車「明星」・「彗星」と接続するようにしていた。

    2. 門司港駅 - 長崎駅間を早岐駅・大村駅経由で運行する臨時準急列車として、3107・3108列車が運行を開始。鳥栖駅までは熊本駅発着の「407・408列車」に併結されていた。

  - 11月：3107・3018列車が定期列車に昇格。
- 1954年（昭和29年）10月1日：3107・3108列車単独運行に変更。なお、このとき通称として「ながさき」の名称が与えられる。
- 1956年（昭和31年）11月19日：従来、広島駅 - 門司駅間を運行していた山陽本線の準急3207・3208列車が延長され、407・408列車と博多駅を介して直通運転を実施。これにより、広島駅 - 長崎駅間を運行する列車番号が405・406列車に変更される。

| \| 号車番号 \| 1 \| 2 \| 3 \| 4 \| 5 \| 6 \| 7 \| 8 \| 9 \| \| 三階級制度下 \| 三階級制度下 \| 三階級制度下 \| 三階級制度下 \| 三階級制度下 \| 三階級制度下 \| 三階級制度下 \| 三階級制度下 \| 三階級制度下 \| 三階級制度下 \| \| ------------------------------------- \| ------------ \| ------------ \| ------------ \| ------------ \| ------------ \| ------------ \| ------------ \| ------------ \| ------------ \| \| 1953年3月 運転開始 \| スハニ35 \| スハ44 \| スハ44 \| スロ54 \| スロ54 \| スシ47[注 2] \| スロ54 \| スロ54 \| スハフ43 \| \| 1953年3月 運転開始 \| 荷三 \| 三 \| 三 \| 二 \| 二 \| 食 \| 二 \| 二 \| 三 \| \| 1953年11月 二等車減車 \| スハニ35 \| スハ44 \| スハ44 \| スハ44 \| スシ48[注 3] \| スロ54 \| スロ54 \| スロ54 \| スハフ43 \| \| 1953年11月 二等車減車 \| 荷三 \| 三 \| 三 \| 三 \| 食 \| 二 \| 二 \| 二 \| 三 \| \| 1957年6月 軽量客車置換え前 \| スハニ35 \| スハ44 \| スハ44 \| スハ44 \| マシ49 \| スロ54 \| スロ54 \| （連結なし） \| スハフ43 \| \| 1957年6月 軽量客車置換え前 \| 荷三 \| 三 \| 三 \| 三 \| 食 \| 二 \| 二 \| （連結なし） \| 三 \| \| 1957年6月5日博多発以降 10系客車置換え \| オハニ36 \| スロ54 \| スロ54 \| スロ54 \| マシ49 \| ナハ11 \| ナハ11 \| ナハ11 \| ナハフ11 \| \| 1957年6月5日博多発以降 10系客車置換え \| 荷三 \| 二 \| 二 \| 二 \| 食 \| 三 \| 三 \| 三 \| 三 \| \| 1959年7月 食堂車をオシ17形に置換え \| オハニ36 \| スロ54 \| スロ54 \| スロ54 \| オシ17 \| ナハ11 \| ナハ11 \| ナハ11 \| ナハフ11 \| \| 1959年7月 食堂車をオシ17形に置換え \| 荷三 \| 二 \| 二 \| 二 \| 食 \| 三 \| 三 \| 三 \| 三 \| \| これより二階級制度下 \| \| \| \| \| \| \| \| \| \| \| 1961年3月5日[注 4] \| オハニ36 \| ナロ10 \| ナロ10 \| ナロ10 \| オシ17 \| ナハ11 \| ナハ11 \| ナハ11 \| ナハフ11 \| \| 1961年3月5日[注 4] \| 荷2 \| 1 \| 1 \| 1 \| 食 \| 2 \| 2 \| 2 \| 2 \| |          |        |        |        |        |        |        |              |          |
| 記号凡例 - 三階級制度下 二：二等車、三：三等車、三荷：三等車と荷物車の合造車、食：食堂車 - 二階級制度下 1： 一等車、2：二等車、2荷：二等車と荷物車の合造車、食：食堂車 |          |        |        |        |        |        |        |              |          |
| 号車番号 | 1        | 2      | 3      | 4      | 5      | 6      | 7      | 8            | 9        |
| 三階級制度下 |          |        |        |        |        |        |        |              |          |
| 1953年3月 運転開始 | スハニ35 | スハ44 | スハ44 | スロ54 | スロ54 | スシ47 | スロ54 | スロ54       | スハフ43 |
| 1953年3月 運転開始 | 荷三     | 三     | 三     | 二     | 二     | 食     | 二     | 二           | 三       |
| 1953年11月 二等車減車 | スハニ35 | スハ44 | スハ44 | スハ44 | スシ48 | スロ54 | スロ54 | スロ54       | スハフ43 |
| 1953年11月 二等車減車 | 荷三     | 三     | 三     | 三     | 食     | 二     | 二     | 二           | 三       |
| 1957年6月 軽量客車置換え前 | スハニ35 | スハ44 | スハ44 | スハ44 | マシ49 | スロ54 | スロ54 | （連結なし） | スハフ43 |
| 1957年6月 軽量客車置換え前 | 荷三     | 三     | 三     | 三     | 食     | 二     | 二     | （連結なし） | 三       |
| 1957年6月5日博多発以降 10系客車置換え | オハニ36 | スロ54 | スロ54 | スロ54 | マシ49 | ナハ11 | ナハ11 | ナハ11       | ナハフ11 |
| 1957年6月5日博多発以降 10系客車置換え | 荷三     | 二     | 二     | 二     | 食     | 三     | 三     | 三           | 三       |
| 1959年7月 食堂車をオシ17形に置換え | オハニ36 | スロ54 | スロ54 | スロ54 | オシ17 | ナハ11 | ナハ11 | ナハ11       | ナハフ11 |
| 1959年7月 食堂車をオシ17形に置換え | 荷三     | 二     | 二     | 二     | 食     | 三     | 三     | 三           | 三       |
| これより二階級制度下 |          |        |        |        |        |        |        |              |          |
| 1961年3月5日 | オハニ36 | ナロ10 | ナロ10 | ナロ10 | オシ17 | ナハ11 | ナハ11 | ナハ11       | ナハフ11 |
| 1961年3月5日 | 荷2      | 1      | 1      | 1      | 食     | 2      | 2      | 2            | 2        |

### 乗り入れ再開
- 1957年（昭和32年）
  - 6月5日：博多発より「かもめ」の三等車をスハ44系客車から「軽量客車」の10系客車に変更。
    - 博多駅方でのデルタ線による編成の回転がしづらいことなどからの採用であったが、急行列車と共通するボックスシートを三等車に用いざるを得なかった。このため、走行区間では海が見える区間より山中を走る区間が多いことや、「つばめ」「はと」と比べ見劣りする編成内容から「『かもめ』でなく『からす』だ」と揶揄されたこともあった[10]。なお、座席が特急用車両の水準に満たなかったのみならず、三等車には冷房も搭載されていなかったが[注 6]、この当時は、特急列車に冷房設備のない、もしくは座席が特急用車両の水準に満たない車両が使用されている場合であっても、特急料金を割引く規定が存在していなかった[注 7]ため、通常の特急料金のままであった。

  - 10月1日：同年7月に東京駅 - 博多駅間で運行を開始した臨時寝台特急列車「さちかぜ」を長崎駅発着に延長。長崎本線に再び特急列車が乗り入れる。
- 1958年（昭和33年）
  - 8月14日：14時03分頃、山陽本線の川下信号場 - 南岩国駅間の菊池踏切（山口県岩国市）にて、博多発京都行きの上り特急「かもめ」（列車番号6レ、客車10両編成）が、警報を無視して踏切内に侵入してきた進駐軍のトレーラートラック[注 8]と衝突する事故が発生。「かもめ」の牽引機関車（C62 4）と1両目の客車（ナハフ11 9）が脱線転覆、2両目と3両目の客車が脱線し、乗員・乗客合計43名が重軽傷を負った。
  - 10月1日：「さちかぜ」を「平和」（へいわ）に名称を変更。
- 1959年（昭和34年）
  - 7月：「平和」を「さくら」に名称を変更。同時に「さくら」には20系客車が導入される。
  - 9月22日：405・406列車に「ふたば」の名称が与えられる。
- 1960年（昭和35年）5月1日：以下のように運行体系が変更される。
  1. 長崎本線肥前鹿島駅経由の気動車による準急列車「ながさき」が新設される。佐世保線佐世保駅発着の準急列車「弓張」を肥前山口駅で分割する形で運転された。
  2. 「ながさき」・「弓張」の補助列車として博多駅 - 長崎駅間を大村線経由で運行する準急列車「出島（）」運行開始。
  3. 「ふたば」の運行区間を広島駅 - 博多駅間に短縮。以降は山陽本線優等列車沿革を参照されたい。

  - 9月1日：「ながさき」の上り1本に島原鉄道島原鉄道線加津佐発の列車を設定する。
- 1961年（昭和36年）
  - 9月1日：「ながさき」が島原鉄道線よりの乗り入れを拡大。下り1本が加津佐発長崎行き、博多駅 - 南島原駅間1往復（ただし、上りは加津佐発）となる。
  - 10月1日：サンロクトオのダイヤ改正に伴い、以下のように運行体系が変更される。

  1. 京都駅 - 博多駅間の特急「かもめ」の使用車両を特急形気動車であるキハ80系気動車に変更のうえ、運行区間を京都駅 - 長崎駅・日豊本線経由宮崎駅間に変更。小倉駅での分割併合を伴う多層建て列車となる。
  2. 「ながさき」1往復増発し、1往復を門司港駅発着に変更。
  3. 熊本駅 - 長崎駅間を佐賀線経由で運行する準急列車「ちくご」を運行開始。
- 1962年（昭和37年）9月10日：「ながさき」の門司港駅発着の1往復を小倉駅発着に変更。
- 1963年（昭和38年）6月1日：「出島」の運行区間を肥前鹿島駅経由広島駅 - 長崎駅間に変更。同時に急行列車に昇格。ただし、広島駅 - 小倉駅間を別府駅発着の「べっぷ」と併結運転。
- 1964年（昭和39年）
  - 3月20日：「出島」の運行区間を呉線呉駅 - 長崎駅間に変更し、全区間単独運転となる。
  - 4月10日：久大本線経由で別府駅 - 長崎駅・佐世保駅間を運行する急行列車「西九州（）」を運行開始。
  - 10月1日：「西九州」の長崎駅発着編成に臨時増結車両として博多駅発着編成を連結開始。

| かもめ |                |                |                |                |                |                |                |                |                |                |                |                |
| ← 長崎・宮崎京都 → |                |                |                |                |                |                |                |                |                |                |                |                |
| \| 編成 \| 長崎駅発着編成 \| 長崎駅発着編成 \| 長崎駅発着編成 \| 長崎駅発着編成 \| 長崎駅発着編成 \| 長崎駅発着編成 \| 宮崎駅発着編成 \| 宮崎駅発着編成 \| 宮崎駅発着編成 \| 宮崎駅発着編成 \| 宮崎駅発着編成 \| 宮崎駅発着編成 \| \| 号車 \| 1 \| 2 \| 3 \| 4 \| 5 \| 6 \| 7 \| 8 \| 9 \| 10 \| 11 \| 12 \| \| 座席 \| 二 \| 一 \| 食 \| 二 \| 二 \| 二 \| 二 \| 一 \| 食 \| 二 \| 二 \| 二 \| \| 形式 \| キハ 82 \| キロ 80 \| キシ 80 \| キハ 80 \| キハ 80 \| キハ 82 \| キハ 82 \| キロ 80 \| キシ 80 \| キハ 80 \| キハ 80 \| キハ 82 \| |                |                |                |                |                |                |                |                |                |                |                |                |
| 凡例 一：一等車（1969年よりグリーン車）、二：二等車（1969年より普通車）、食：食堂車 - 全車向日町運転所配置。 - 京都駅 - 小倉駅間で併結運転。 - 座席車は全席指定席。 - 分割編成区間で双方とも単独走行距離が長大、並びに食堂業務面の諸問題から併結区間では編成内食堂車が2両同時に営業。 |                |                |                |                |                |                |                |                |                |                |                |                |
| 編成 | 長崎駅発着編成 | 長崎駅発着編成 | 長崎駅発着編成 | 長崎駅発着編成 | 長崎駅発着編成 | 長崎駅発着編成 | 宮崎駅発着編成 | 宮崎駅発着編成 | 宮崎駅発着編成 | 宮崎駅発着編成 | 宮崎駅発着編成 | 宮崎駅発着編成 |
| 号車 | 1              | 2              | 3              | 4              | 5              | 6              | 7              | 8              | 9              | 10             | 11             | 12             |
| 座席 | 二             | 一             | 食             | 二             | 二             | 二             | 二             | 一             | 食             | 二             | 二             | 二             |
| 形式 | キハ 82        | キロ 80        | キシ 80        | キハ 80        | キハ 80        | キハ 82        | キハ 82        | キロ 80        | キシ 80        | キハ 80        | キハ 80        | キハ 82        |

### 廃止
- 1965年（昭和40年）10月1日：ダイヤ改正により以下のように変更する。
  1. 「かもめ」の宮崎駅発着編成を鹿児島本線経由 西鹿児島駅発着に変更するとともに、食堂車は西鹿児島駅発着編成のみに連結。宮崎駅発着の編成は新設された「いそかぜ」に代替される。
  2. 「ながさき」1往復の運行区間を日豊本線・豊肥本線経由で熊本駅 - 博多駅（ただし、博多行きは三角線三角発）の急行「くさせんり」に吸収。熊本駅 - 別府駅 - 博多駅 - 長崎駅・佐世保駅間を運行する急行列車「九重（）」とする。これにより、「ながさき」が1往復減って3往復となる。
- 1966年（昭和41年）
  - 3月5日：準急制度改変に伴い、「ながさき」・「ちくご」が急行列車に格上げ。
  - 3月25日：ダイヤ改正に伴い、「出島」に佐世保駅発着の編成を連結開始。また、「西九州」の博多駅 - 長崎駅編成を定期列車化。これにより、「西九州」の運行区間は久大本線（久留米駅）経由 別府駅 - 佐世保駅・長崎駅間および二日市駅経由 博多駅 - 長崎駅間となる。
- 1967年（昭和42年）10月1日：「九重」の運行系統を分割し、日豊本線経由　別府駅 - 佐世保駅・長崎駅間運行の「べっぷ」とする。
- 1968年（昭和43年）10月1日：ヨンサントオのダイヤ改正に伴い、以下のように変更する。
  1. 「かもめ」の西鹿児島駅発着編成を筑豊本線経由 佐世保駅発着に変更するとともに、長崎駅発着編成の食堂車が3年ぶりに復活。両編成の分割併合は小倉駅で行った。西鹿児島駅発着の列車は別に大阪駅 - 西鹿児島駅間運行の「なは」として分離。
    - 黒崎駅 - 原田駅間は、鹿児島本線経由（70.8km）よりも筑豊本線経由（60.5km）の方が走行距離が短く、筑豊地域への便を図るためとされているが、原田駅 - 肥前山口駅間では同じ名前の列車が2本続けて運行されることとなった。なお、この区間において、鳥栖駅は佐世保駅発着編成のみ停車、佐賀駅は双方とも停車した。

  2. 「西九州」の博多駅 - 長崎駅間・「べっぷ」の大分発長崎行き列車・「ながさき」の全列車の名称を変更し、長崎本線急行列車の総称として「いなさ」の名称が与えられ、臨時列車1往復を含めた5往復体制となる。「西九州」・「ちくご」はそれぞれ、「いなさ」に連結されるようになった。
    - 「べっぷ」・「ながさき」はそれぞれ京阪神対別府、東京都対長崎県の夜行急行列車に変更。これ以降の「べっぷ」は彗星 (列車)・山陽本線優等列車沿革を、「ながさき」は東海道本線優等列車沿革・山陽本線優等列車沿革・さくら (列車)を参照。

  - このダイヤ改正と相前後して、高出力かつ電車特急と同じく120km/h運転が可能なキハ181系が製造を開始し、「かもめ」に対して、現場や旅客の一部よりキハ181系導入による置き換えとスピードアップの要望が出ていたが、これは計画はおろか構想の議題にすら上がらず、引き続きキハ80系で運転された。
- 1972年（昭和47年）
  - 3月15日：「いなさ」と「ゆのか」の大分駅発を延長し、大分駅発着1往復とする。また、博多発下り1本を増発し、下り7本上り6本となる。
  - 10月2日：「いなさ」の上り博多行き1本を増発し、7往復となる。また、これまで優等列車を含めた全列車が長与駅経由だったが、これ以降優等列車は原則として同日開業の市布駅経由となる[注 9]。
- 1975年（昭和50年）3月10日：山陽新幹線博多駅乗り入れにより、以下のように変更する。
  1. 山陽本線の昼行優等列車は新幹線へ移行する施策がなされたことから、「かもめ」と「出島」を廃止。この廃止から翌年電化されるまでの約1年間、長崎本線を走る昼行特急列車は設定されなかった。なお、「かもめ」の廃止時点での停車駅は以下の通りである。
    - 長崎駅発着列車：京都駅 - 大阪駅 - 三ノ宮駅 - 姫路駅 - 岡山駅 - 尾道駅 - 広島駅 - 宮島口駅 - 小郡駅（現在の新山口駅） - 厚狭駅 - 下関駅 - 小倉駅 - 博多駅 - 佐賀駅 - 諫早駅 - 長崎駅
    - 佐世保駅発着列車：京都駅…この区間は長崎駅発着列車に連結…小倉駅 - 直方駅 - 飯塚駅 - 鳥栖駅 - 佐賀駅 - 武雄駅（現在の武雄温泉駅） - 早岐駅 - 佐世保駅

  2. 「いなさ」を「出島」に名称を変更。山陽新幹線連絡急行列車として、小倉駅発着3往復、博多駅発着7往復の合計10往復となる。
- 1976年（昭和51年）3月1日：門司港駅 - 長崎駅・佐世保駅間の夜行普通列車に「ながさき」の愛称を与える。

| かもめ |                                  |                                  |                                  |                                  |                                  |                                  |                              |                              |                              |                              |                              |                              |                              |
| ← 長崎・早岐佐世保／京都 → |                                  |                                  |                                  |                                  |                                  |                                  |                              |                              |                              |                              |                              |                              |                              |
| \| 編成 \| 佐世保駅発着編成（筑豊本線経由） \| 佐世保駅発着編成（筑豊本線経由） \| 佐世保駅発着編成（筑豊本線経由） \| 佐世保駅発着編成（筑豊本線経由） \| 佐世保駅発着編成（筑豊本線経由） \| 佐世保駅発着編成（筑豊本線経由） \| 長崎駅発着編成（博多駅経由） \| 長崎駅発着編成（博多駅経由） \| 長崎駅発着編成（博多駅経由） \| 長崎駅発着編成（博多駅経由） \| 長崎駅発着編成（博多駅経由） \| 長崎駅発着編成（博多駅経由） \| 長崎駅発着編成（博多駅経由） \| \| 号車 \| 1 \| 2 \| 3 \| 4 \| 5 \| 6 \| 7 \| 8 \| 9 \| 10 \| 11 \| 12 \| 13 \| \| 座席 \| 指 \| G \| 指 \| 指 \| 指 \| 指 \| 指 \| G \| D \| 指 \| 指 \| 指 \| 指 \| \| 形式 \| キハ82 \| キロ80 \| キハ80 \| キハ80 \| キハ80 \| キハ82 \| キハ82 \| キロ80 \| キシ80 \| キハ80 \| キハ80 \| キハ80 \| キハ82 \| |                                  |                                  |                                  |                                  |                                  |                                  |                              |                              |                              |                              |                              |                              |                              |
| 凡例 G=グリーン車座席指定席、指=普通車座席指定席、D=食堂車 - 全車向日町運転所所属 - 京都駅 - 小倉駅間で併結運転。佐世保駅発着編成は早岐駅で進行方向を変える。 |                                  |                                  |                                  |                                  |                                  |                                  |                              |                              |                              |                              |                              |                              |                              |
| 編成 | 佐世保駅発着編成（筑豊本線経由） | 佐世保駅発着編成（筑豊本線経由） | 佐世保駅発着編成（筑豊本線経由） | 佐世保駅発着編成（筑豊本線経由） | 佐世保駅発着編成（筑豊本線経由） | 佐世保駅発着編成（筑豊本線経由） | 長崎駅発着編成（博多駅経由） | 長崎駅発着編成（博多駅経由） | 長崎駅発着編成（博多駅経由） | 長崎駅発着編成（博多駅経由） | 長崎駅発着編成（博多駅経由） | 長崎駅発着編成（博多駅経由） | 長崎駅発着編成（博多駅経由） |
| 号車 | 1                                | 2                                | 3                                | 4                                | 5                                | 6                                | 7                            | 8                            | 9                            | 10                           | 11                           | 12                           | 13                           |
| 座席 | 指                               | G                                | 指                               | 指                               | 指                               | 指                               | 指                           | G                            | D                            | 指                           | 指                           | 指                           | 指                           |
| 形式 | キハ82                           | キロ80                           | キハ80                           | キハ80                           | キハ80                           | キハ82                           | キハ82                       | キロ80                       | キシ80                       | キハ80                       | キハ80                       | キハ80                       | キハ82                       |

### 運転再開
- 1976年（昭和51年）7月1日：長崎本線・佐世保線全線電化により、以下のように変更された。
  1. 「出島」4往復を特急列車に格上げ。「かもめ」の愛称を与えエル特急に指定。7往復を設定し、うち3往復が小倉駅発着とし、4往復が博多駅発着となる。
  2. 「かもめ」は6往復で佐世保線佐世保駅発着の「みどり」を併結し、分割併合は肥前山口駅で行う。残りの1往復も「みどり」編成を付属編成として小倉駅・博多駅 - 肥前山口間で連結していた。なお、先頭車には正面貫通路付きの車両が使用されたものの、正面貫通路や貫通扉の使用は行われず、両編成間の通り抜けはできなかった。
  3. 「出島」は、小倉駅発着を1往復含む6往復とする。気動車による運行で、2往復は島原鉄道加津佐駅へ乗り入れを行う。
  4. この改正からしばらくは、優等列車の補完として、長崎・佐世保線内を快速として走る門司港 - 長崎・佐世保間の普通列車が421系電車で1往復（夜の下りと朝の上り）設定された。快速区間では停車駅・速度とも急行とほぼ同じであった。

| 「かもめ」「みどり」 |                                      |                                      |                                      |                                      |                                      |                                      |                                      |                                      |                                        |                                        |                                        |                                        |
| ← 長崎・早岐佐世保／博多・小倉 → |                                      |                                      |                                      |                                      |                                      |                                      |                                      |                                      |                                        |                                        |                                        |                                        |
| \| 編成 \| 「かもめ」 長崎駅 - 博多駅・小倉駅間 \| 「かもめ」 長崎駅 - 博多駅・小倉駅間 \| 「かもめ」 長崎駅 - 博多駅・小倉駅間 \| 「かもめ」 長崎駅 - 博多駅・小倉駅間 \| 「かもめ」 長崎駅 - 博多駅・小倉駅間 \| 「かもめ」 長崎駅 - 博多駅・小倉駅間 \| 「かもめ」 長崎駅 - 博多駅・小倉駅間 \| 「かもめ」 長崎駅 - 博多駅・小倉駅間 \| 「みどり」 佐世保駅 - 博多駅・小倉駅間 \| 「みどり」 佐世保駅 - 博多駅・小倉駅間 \| 「みどり」 佐世保駅 - 博多駅・小倉駅間 \| 「みどり」 佐世保駅 - 博多駅・小倉駅間 \| \| 号車 \| 1 \| 2 \| 3 \| 4 \| 5 \| 6 \| 7 \| 8 \| 9 \| 10 \| 11 \| 12 \| \| 座席 \| 指 \| 指 \| 指 \| G \| 自 \| 自 \| 自 \| 自 \| 自 \| 自 \| 指 \| G \| \| 形式 \| クハ481 \| モハ484 \| モハ485 \| サロ481 \| サハ481 \| モハ484 \| モハ485 \| クハ481 \| クハ481 \| モハ484 \| モハ485 \| クロ481 \| |                                      |                                      |                                      |                                      |                                      |                                      |                                      |                                      |                                        |                                        |                                        |                                        |

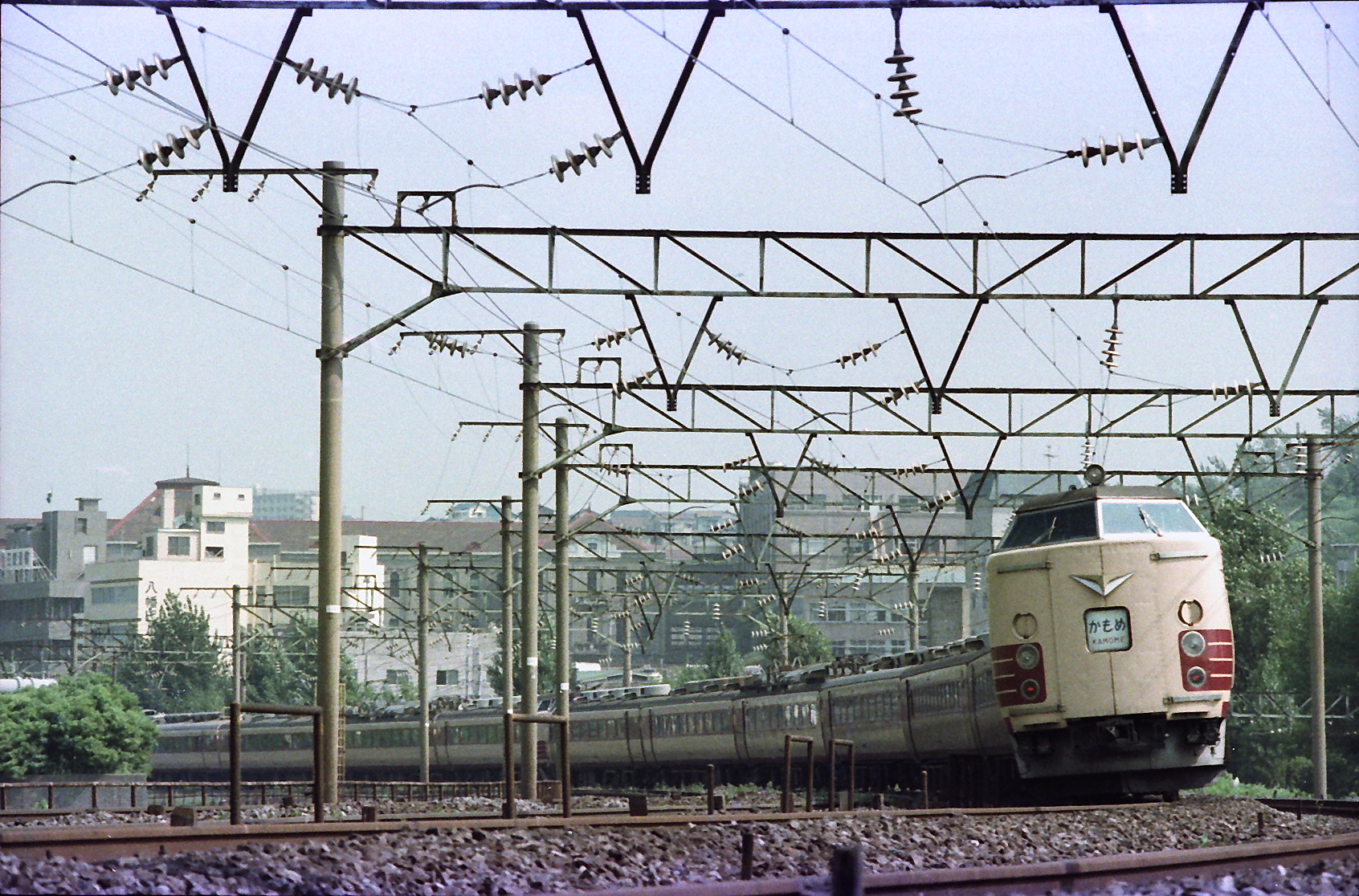
「みどり」と併結の「かもめ」（文字マーク時代）

| 座席種類 G=グリーン車座席指定席、指=普通車座席指定席、自=普通車自由席 |                                      |                                      |                                      |                                      |                                      |                                      |                                      |                                      |                                        |                                        |                                        |                                        |
| 編成 | 「かもめ」 長崎駅 - 博多駅・小倉駅間 | 「かもめ」 長崎駅 - 博多駅・小倉駅間 | 「かもめ」 長崎駅 - 博多駅・小倉駅間 | 「かもめ」 長崎駅 - 博多駅・小倉駅間 | 「かもめ」 長崎駅 - 博多駅・小倉駅間 | 「かもめ」 長崎駅 - 博多駅・小倉駅間 | 「かもめ」 長崎駅 - 博多駅・小倉駅間 | 「かもめ」 長崎駅 - 博多駅・小倉駅間 | 「みどり」 佐世保駅 - 博多駅・小倉駅間 | 「みどり」 佐世保駅 - 博多駅・小倉駅間 | 「みどり」 佐世保駅 - 博多駅・小倉駅間 | 「みどり」 佐世保駅 - 博多駅・小倉駅間 |
| 号車 | 1                                    | 2                                    | 3                                    | 4                                    | 5                                    | 6                                    | 7                                    | 8                                    | 9                                      | 10                                     | 11                                     | 12                                     |
| 座席 | 指                                   | 指                                   | 指                                   | G                                    | 自                                   | 自                                   | 自                                   | 自                                   | 自                                     | 自                                     | 指                                     | G                                      |
| 形式 | クハ481                              | モハ484                              | モハ485                              | サロ481                              | サハ481                              | モハ484                              | モハ485                              | クハ481                              | クハ481                                | モハ484                                | モハ485                                | クロ481                                |

- 1978年（昭和53年）10月2日：ゴーサントオのダイヤ改正に伴い以下のように変更する。
  1. 「かもめ」の1往復のみ連結していた付属編成を「みどり」に編入し運転区間を佐世保駅へ延長、全列車「みどり」併結となる。ただし、実際は佐世保線西有田信号場の完成を待って翌1979年から運転開始、それまで当該「みどり」1往復は佐世保線内を運休していた。
  2. 「西九州」別府行きの大分駅→別府駅間を普通列車化。
- 1980年（昭和55年）10月1日：ダイヤ改正に伴い、以下のように変更する。
  1. 「出島」の3往復を「かもめ」に格上げし、「かもめ」10往復、「出島」3往復とする。また小倉駅および島原鉄道線への乗り入れを終了し、全列車博多駅 - 長崎駅間の運行とする。将来の急行列車の総特急化を前提として、「かもめ」の号数には欠番が生じ、「出島」は「かもめ」の欠番を埋める形で運行された。
  2. 「西九州」の運行区間を博多駅 - 大分駅間とし、「由布」に名称を変更。「ちくご」を廃止。
  3. 　特急列車の増発に伴い、従来博多駅 - 長崎駅・佐世保駅間に運行されていた近郊形車両使用の快速列車は廃止された。
- 1981年（昭和56年）6月7日：長崎本線久保田駅 - 牛津駅間を走行中の「かもめ・みどり」11号が、線路の一部が波打っているのを発見して急停車。「かもめ」の後ろ2両と「みどり」の全編成が脱線した。のちに損傷の激しかった「みどり」の後3両は廃車になった。この事故は国鉄時代に485系電車が事故廃車になった唯一の事例である。
- 1982年（昭和57年）11月15日：ダイヤ改正により「出島」の3往復を電車化し、「かもめ」に昇格。「かもめ」が博多駅 - 長崎駅間で13往復となる。これにより「出島」を廃止。
- 1984年（昭和59年）2月1日：「ながさき」を廃止。
- 1985年（昭和60年）3月14日：ダイヤ改正により、「かもめ」の日中の5往復について「みどり」との連結運転を廃止。ただし、運行本数は13往復で変更なし。
- 1986年（昭和61年）11月1日：ダイヤ改正により、「かもめ」と「みどり」は全列車単独運転となる。同時に「かもめ」1往復が小倉駅まで延長される。また、臨時列車の「ながさき」が廃止となる。

### 国鉄分割民営化後
- 1988年（昭和63年）3月13日：「かもめ」を1往復増発し、14往復となる。同時に下り1本で「みどり」との連結運転を再開。小倉駅発着列車は再び消滅。
- 1989年（平成元年）3月11日：「かもめ」を14往復から18往復に増発[注 10]。また、2往復で783系（ハイパーサルーン）の使用を開始[11]。カフェテリアの営業を開始。
- 1990年（平成2年）3月10日：「かもめ」を3往復増発し、21往復[注 11]となる。783系充当の5往復を「ハイパーかもめ」と命名。また、改正に先立ち3月6日から485系を使用した「かもめ」を赤い外観の「KAMOME EXPRESS」（7・8両編成）・「RED EXPRESS」（5両編成）にリニューアルする[12]。なお、原則として「KAMOME EXPRESS」は単独運転の列車に、「RED EXPRESS」は「みどり」との連結列車に用いられた。
  - この頃には高速バスへの対抗策として、途中停車駅を鳥栖駅・佐賀駅・諫早駅の3駅のみとした列車も存在した[注 12][13]。
- 1992年（平成4年）
  - 3月25日：「みどり」併結列車の一部でハウステンボス駅発着の「ハウステンボス」併結開始。
  - 6月1日：「ハイパーかもめ」のカフェテリアの営業終了。
  - 7月15日：「かもめ」を1往復増発し、「ハイパーかもめ」と合わせて22往復とする。また、この日以降多良駅と湯江駅に通年停車する列車はなくなる。
- 1994年（平成6年）
  - 2月1日：毎日運行の臨時列車として博多駅 - 肥前山口駅間を運行する「かもめ101・102号」を新設[14]。使用車両は主に「ハウステンボス」用の485系。
  - 3月1日：単独運行の「かもめ」5往復に787系を投入[11] 、ビュッフェ営業も行われた。先に投入された「にちりんシーガイア」と異なり787系充当列車に特別な愛称は設定されず「かもめ」として運転された。
  - 7月1日：「ハイパーかもめ」の名称を廃止し「かもめ」に統合。ただし、一部の駅の発車標などでは「赤いかもめ」と区別するために783系使用列車には「ハイパーかもめ」と表示されることがあった。
- 1995年（平成7年）4月20日：「かもめ101・102号」を定期列車化し、車両を783系とする。
- 1996年（平成8年）3月16日：「かもめ」は単独運転列車を783系（17往復）、「みどり」を連結する列車を485系（5往復）に統一。783系の一部編成は「つばめ」・「にちりん」で使用していた編成から転用。これに伴い787系は撤退してビュッフェ営業も終了。485系に関しては「RED EXPRESS」編成のみの運転となる。
- 1997年（平成9年）11月29日：「かもめ5号」を門司港始発とする。

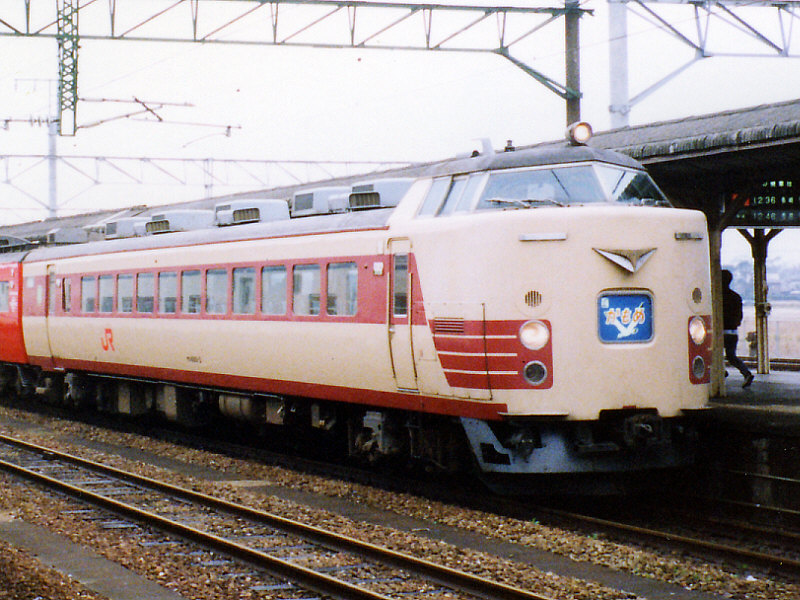
485系国鉄特急色「かもめ」 （1991年 鳥栖駅）
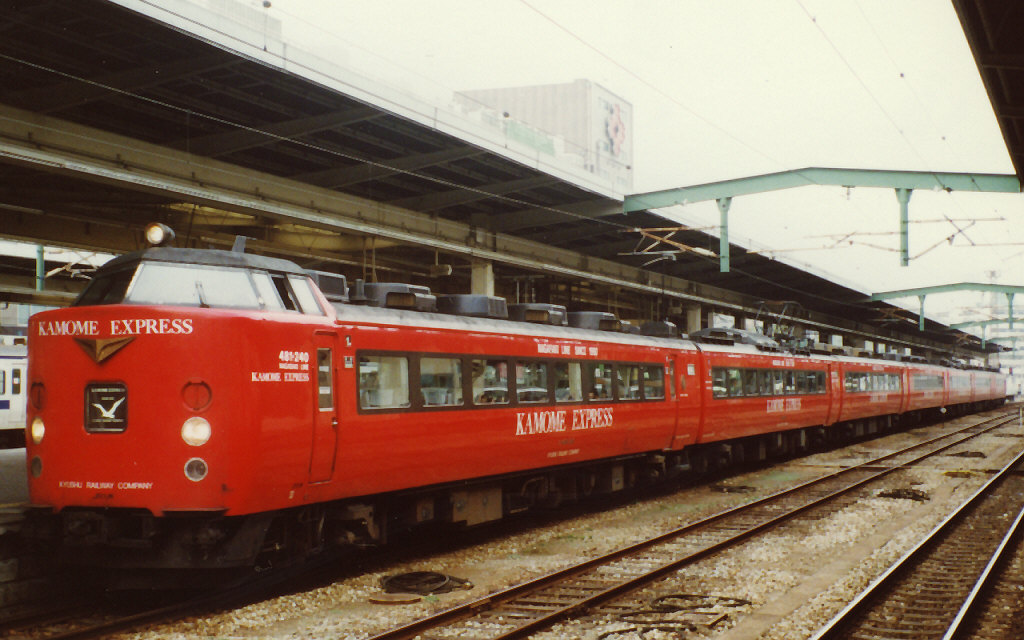
485系KAMOME EXPRESS色「かもめ」 （1992年 博多駅）
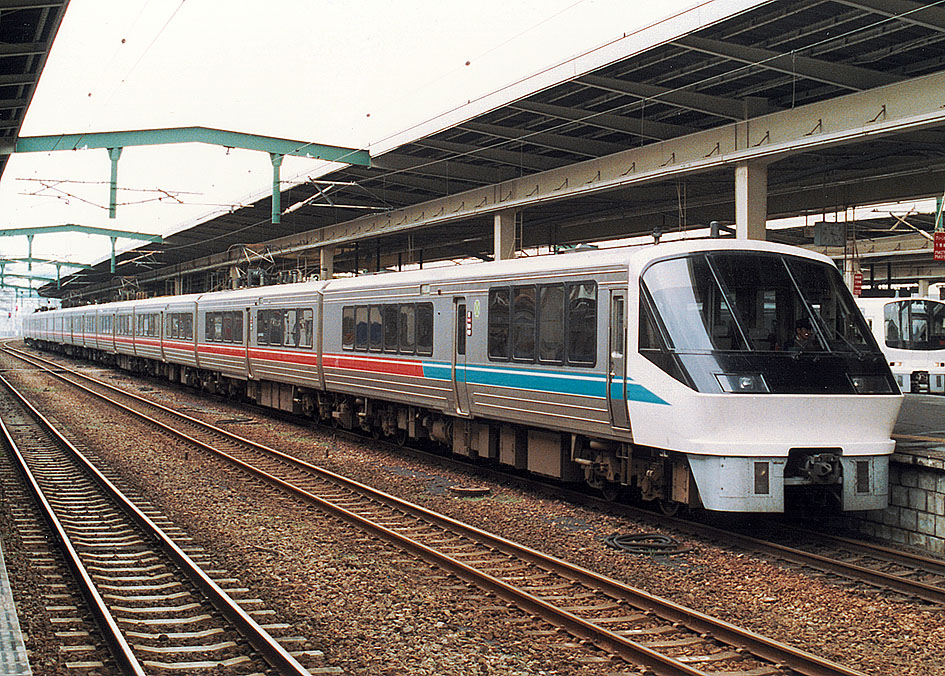
783系「ハイパーかもめ」 （1992年 博多駅）
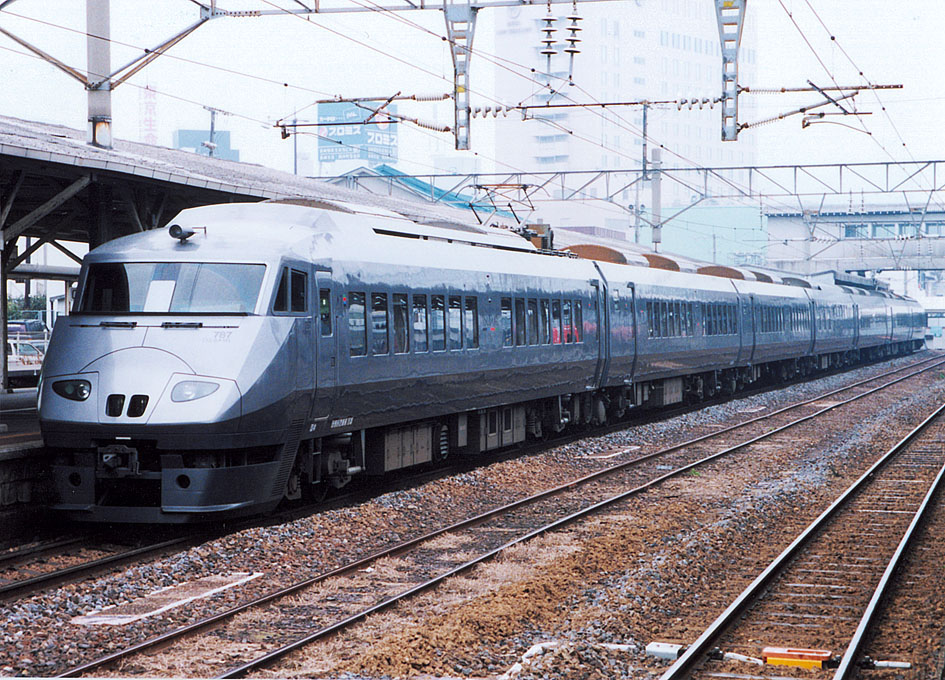
787系「かもめ」（1996年 長崎駅）

### 2000年代
- 2000年（平成12年）3月11日：ダイヤ改正により、「かもめ」は長崎駅発着24往復[注 13]、肥前山口駅発着（101・102号）1往復、佐賀駅発着（103・104号）1往復の計26往復となる。また、同日デビューの885系が長崎駅発着の単独運転の列車16往復（48号を除く）および103・104号に充当され、「白いかもめ」と案内されるようになった。「みどり」併結列車および48・101・102号は783系とし、485系は「かもめ」から撤退した[11]。
- 2001年（平成13年）
  - 3月3日：「かもめ101・102号」を787系（「有明」用4両編成）での運行とする。787系は5年ぶりに運用復帰。
  - 10月6日：「かもめ101・102号」を783系（「ハウステンボス」用4両編成）での運行とする。787系は再び撤退。
- 2002年（平成14年）
  - 6月：土曜・休日のみ佐賀駅→博多駅間に「かもめ」上り1本増発（106号）。
  - 10月21日：「かもめ101 - 104号」の運行を以下のように変更する。
    1. 101・104号は佐世保駅発着に変更の上で「みどり」に編入[注 14]。号数は変更なしで885系を充当。なお、この列車は翌年3月15日に全区間定期列車化し、車両も783系に変更となる。
    2. 102号は肥前鹿島駅始発に変更[注 15]。
    3. 103号は使用車両を783系「ハウステンボス」編成に変更。
- 2003年（平成15年）
  - 3月：「かもめ102・103号」が使用車両を885系に変更し、102号は全区間定期列車化。103・106号は号数を101・104号に変更。
  - 7月18日：長崎本線内で「かもめ46号」が落石に衝突し脱線する長崎線特急列車脱線転覆事故が発生。
- 2004年（平成16年）3月13日：平日のみ諫早駅→長崎駅間に「かもめ」下り1本（201号）を増発。この列車は運行距離が24.9kmで、博多南線の特急列車を除いたJRグループが運行する定期特急列車の中で最も運行距離が短い列車だった。
- 2005年（平成17年）
  - 3月1日：ダイヤ改正により以下のように変更する。
    1. 同日廃止された寝台特急「さくら」の九州内区間が「かもめ」に編入され、博多駅 - 長崎駅間の列車を25往復に増発。門司港駅乗り入れは終了。区間運転の列車を除き、単独運転の列車（16往復）は885系、「みどり」を連結する列車（9往復）は783系での運転に統一された。
    2. 平日のみ長崎駅→諫早駅間に「かもめ」上り1本増発（202号・783系）。

  - 7月11日：長崎本線市布駅 - 肥前古賀駅間で「かもめ3号」の窓ガラスが破損し、乗客6人が負傷。この事故を受けて、783系電車のエンブレムおよびルーバー塞ぎ板は同日中に全て撤去された。のちに塞ぎ板のみ再取付、エンブレムはステッカーになった。
- 2006年（平成18年）
  - 9月：この頃から、783系で運行する「かもめ」は1両増結した5両編成での運行が常態化する。
  - 11月1日：佐賀駅→博多駅間の「かもめ」を上り1本増発（100号）[注 16]。
- 2007年（平成19年）
  - 3月18日：ダイヤ改正により以下のように変更。
    1. 佐賀駅発着「かもめ」を783系2往復（101・103・106・108号）、885系1往復（100・105号）の計3往復に増発。
    2. 783系で運行する「かもめ」を所定でも5両編成に増結。ただし佐賀駅発着列車は「きらめき」で使用される4両編成で運行。
    3. 全列車全車禁煙化。

  - 7月1日：運転開始70周年を記念し、大分車両センターの485系を使用した特急「かもめ70周年記念号」（団体専用列車扱い）を博多駅 - 長崎駅間で運転。鳥栖駅・佐賀駅・肥前山口駅・肥前鹿島駅・多良駅（往路のみ）・湯江駅（復路のみ）・諫早駅・浦上駅に停車。長崎駅 - 諫早駅間でも臨時団体列車として運行された。
- 2008年（平成20年）
  - 3月15日：ダイヤ改正により以下のように変更。
    1. 同日廃止された寝台特急「あかつき」の九州内区間が「かもめ」に編入され、博多駅 - 長崎駅間の列車を1往復増発し26往復とする。増発分には783系が充てられ、下り列車は単独運転としたため783系での博多駅 - 長崎駅間の単独運転が復活した。
    2. 「かもめ201号」は増発された博多駅 - 長崎駅間の列車に統合する形で運行終了。

  - 7月頃：エル特急の呼称を廃止。
- 2009年（平成21年）3月14日：783系で運行する佐賀駅発着「かもめ」を、博多駅 - 長崎駅間の列車と編成を共通化し5両編成とする。

| かもめ・みどり・ハウステンボス |                              |                              |                              |                              |                              |                              |                              |                              |                              |                              |                                                |                                                |                                                |                                                |                                                |                                                |                                                |                                                |                                |                                |                                |                                |                                |                                |                                |                                |
| ← 長崎・早岐・ハウステンボス佐世保／博多 → |                              |                              |                              |                              |                              |                              |                              |                              |                              |                              |                                                |                                                |                                                |                                                |                                                |                                                |                                                |                                                |                                |                                |                                |                                |                                |                                |                                |                                |
| \| 列車名 区間 \| 「かもめ」 博多駅 - 長崎駅間 \| 「かもめ」 博多駅 - 長崎駅間 \| 「かもめ」 博多駅 - 長崎駅間 \| 「かもめ」 博多駅 - 長崎駅間 \| 「かもめ」 博多駅 - 長崎駅間 \| 「かもめ」 博多駅 - 長崎駅間 \| 「かもめ」 博多駅 - 長崎駅間 \| 「かもめ」 博多駅 - 長崎駅間 \| 「かもめ」 博多駅 - 長崎駅間 \| 「かもめ」 博多駅 - 長崎駅間 \| 「ハウステンボス」 博多駅 - ハウステンボス駅間 \| 「ハウステンボス」 博多駅 - ハウステンボス駅間 \| 「ハウステンボス」 博多駅 - ハウステンボス駅間 \| 「ハウステンボス」 博多駅 - ハウステンボス駅間 \| 「ハウステンボス」 博多駅 - ハウステンボス駅間 \| 「ハウステンボス」 博多駅 - ハウステンボス駅間 \| 「ハウステンボス」 博多駅 - ハウステンボス駅間 \| 「ハウステンボス」 博多駅 - ハウステンボス駅間 \| 「みどり」 博多駅 - 佐世保駅間 \| 「みどり」 博多駅 - 佐世保駅間 \| 「みどり」 博多駅 - 佐世保駅間 \| 「みどり」 博多駅 - 佐世保駅間 \| 「みどり」 博多駅 - 佐世保駅間 \| 「みどり」 博多駅 - 佐世保駅間 \| 「みどり」 博多駅 - 佐世保駅間 \| 「みどり」 博多駅 - 佐世保駅間 \| \| 号車 \| 1 \| 1 \| 2 \| 2 \| 3 \| 3 \| 4 \| 4 \| 5 \| 5 \| 7 \| 7 \| 8 \| 8 \| 9 \| 9 \| 10 \| 10 \| 11 \| 11 \| 12 \| 12 \| 13 \| 13 \| 14 \| 14 \| \| 座席 \| G \| 指 \| 指 \| 指 \| 指 \| 指 \| 自 \| 自 \| 自 \| 自 \| G \| 指 \| 指 \| 指 \| 指 \| 自 \| 自 \| 自 \| G \| 指 \| 指 \| 指 \| 自 \| 自 \| 自 \| 自 \| |                              |                              |                              |                              |                              |                              |                              |                              |                              |                              |                                                |                                                |                                                |                                                |                                                |                                                |                                                |                                                |                                |                                |                                |                                |                                |                                |                                |                                |
| - 各号車とも長崎・早岐・ハウステンボス寄りのA室と佐世保／博多寄りのB室に分かれる - 「かもめ」「ハウステンボス」の一方を連結しない場合がある - 7 - 10号車は「みどり」として運転する場合がある - 「かもめ」「みどり（・ハウステンボス）」は肥前山口駅で分割併合 - 「みどり」「ハウステンボス」は早岐駅で分割併合、「みどり」は進行方向を変える |                              |                              |                              |                              |                              |                              |                              |                              |                              |                              |                                                |                                                |                                                |                                                |                                                |                                                |                                                |                                                |                                |                                |                                |                                |                                |                                |                                |                                |
| 座席種類 G=グリーン車座席指定席、指=普通車座席指定席、自=普通車自由席 |                              |                              |                              |                              |                              |                              |                              |                              |                              |                              |                                                |                                                |                                                |                                                |                                                |                                                |                                                |                                                |                                |                                |                                |                                |                                |                                |                                |                                |
| 列車名 区間 | 「かもめ」 博多駅 - 長崎駅間 | 「かもめ」 博多駅 - 長崎駅間 | 「かもめ」 博多駅 - 長崎駅間 | 「かもめ」 博多駅 - 長崎駅間 | 「かもめ」 博多駅 - 長崎駅間 | 「かもめ」 博多駅 - 長崎駅間 | 「かもめ」 博多駅 - 長崎駅間 | 「かもめ」 博多駅 - 長崎駅間 | 「かもめ」 博多駅 - 長崎駅間 | 「かもめ」 博多駅 - 長崎駅間 | 「ハウステンボス」 博多駅 - ハウステンボス駅間 | 「ハウステンボス」 博多駅 - ハウステンボス駅間 | 「ハウステンボス」 博多駅 - ハウステンボス駅間 | 「ハウステンボス」 博多駅 - ハウステンボス駅間 | 「ハウステンボス」 博多駅 - ハウステンボス駅間 | 「ハウステンボス」 博多駅 - ハウステンボス駅間 | 「ハウステンボス」 博多駅 - ハウステンボス駅間 | 「ハウステンボス」 博多駅 - ハウステンボス駅間 | 「みどり」 博多駅 - 佐世保駅間 | 「みどり」 博多駅 - 佐世保駅間 | 「みどり」 博多駅 - 佐世保駅間 | 「みどり」 博多駅 - 佐世保駅間 | 「みどり」 博多駅 - 佐世保駅間 | 「みどり」 博多駅 - 佐世保駅間 | 「みどり」 博多駅 - 佐世保駅間 | 「みどり」 博多駅 - 佐世保駅間 |
| 号車 | 1                            | 1                            | 2                            | 2                            | 3                            | 3                            | 4                            | 4                            | 5                            | 5                            | 7                                              | 7                                              | 8                                              | 8                                              | 9                                              | 9                                              | 10                                             | 10                                             | 11                             | 11                             | 12                             | 12                             | 13                             | 13                             | 14                             | 14                             |
| 座席 | G                            | 指                           | 指                           | 指                           | 指                           | 指                           | 自                           | 自                           | 自                           | 自                           | G                                              | 指                                             | 指                                             | 指                                             | 指                                             | 自                                             | 自                                             | 自                                             | G                              | 指                             | 指                             | 指                             | 自                             | 自                             | 自                             | 自                             |

### 2010年代
- 2011年（平成23年）
  - 3月12日：ダイヤ改正により以下のように変更[15]。
    1. 博多駅 - 長崎駅間の「かもめ」を1往復削減し25往復とする。「みどり」との併結運転は終了し、全列車全区間単独運転となる。
    2. 「かもめ」使用車両を、博多駅 - 長崎駅間の16往復および102・104・202号は885系、博多駅 - 長崎駅間の9往復（＋臨時3往復）および101・106号は787系（DXグリーン席連結の6両編成・繁忙期8両編成）、103・105・100・108号は783系「みどり」用4両編成での運行とする。787系は定期運行としては9年半ぶりに運行に復帰、長崎駅には15年ぶりの乗り入れとなる。
    3. 「かもめ」全列車を新鳥栖駅に停車。また二日市駅と肥前山口駅は原則としてどちらか1駅に停車する「千鳥停車」の形を取るようになる。
- 2014年（平成26年）3月15日：ダイヤ改正に伴い、博多駅→佐賀駅間に「かもめ」下り1本増発（103号・787系）。これに伴い、従来の103・105号は105・107号に変更。また、787系で運行する「かもめ」を6両編成から7両編成に増車。
- 2015年（平成27年）
  - 3月14日：車内販売を廃止[16]。
  - 5月22日：肥前竜王駅で、「かもめ20号」（885系SM11編成）が駅で1番線に停車中に、「かもめ19号」（787系BM-8編成）が待避列車と同じ1番線に進入して緊急停止、両車の距離が93mに接近、重大インシデントと認定された[17][18]。
- 2016年（平成28年）3月26日：ダイヤ改正に伴い、「かもめ107・100号」を「にちりん」などに用いられる783系5両編成での運転とする。
- 2017年（平成29年）3月4日：ダイヤ改正に伴い以下のように変更[19]。
  1. 博多駅 - 長崎駅間の「かもめ」を1往復増発（うち下り1本は103号を延長）し、2011年3月11日までの26往復体制に戻る。これに伴い105・107号は103号・105号に変更。
  2. 平日のみ佐賀駅→吉塚駅間に「かもめ」上り1本増発（104号・783系「ハウステンボス」編成）。鳥栖駅→吉塚駅間は長洲駅始発の特急「有明4号」（「みどり」編成）に併結（博多駅→吉塚駅間は普通列車）となったため、併結運転を行う「かもめ」が6年ぶりに、また博多駅以北に直通運転する「かもめ」が12年ぶりに復活。これに伴い従来の104 - 108号は106 - 110号に変更。
- 2018年（平成30年）3月17日：ダイヤ改正に伴い以下のように変更[20]。
  1. 博多駅 - 長崎駅間の「かもめ」のうち787系充当の2往復（18・19・28・29号）を臨時列車（81 - 84号）に格下げ。同区間の定期列車は24往復となる。
  2. 「かもめ103・110・202号」を廃止。これに伴い従来の105号は103号に変更。また103・100号は車両を783系5両編成から787系6両編成に変更。202号が運行を終了したことで、諫早を終点とする「かもめ」が消滅。
  3. 「かもめ104号」は「有明」との併結を終了し、全区間783系「みどり」編成+「ハウステンボス」編成での運行となる。これにより全列車全区間単独運転に戻る。なお定期運行の「かもめ」で783系を充当するのは104号のみとなる。
  4. 上り「かもめ」の佐賀駅 - 博多駅間、一部下り「かもめ」の諫早駅 - 長崎駅間で行ってきた、自由席特急券で普通車指定席の空席を利用できるサービスが終了[21]。

### 2020年代
- 2020年（令和2年）
  - 3月14日：ダイヤ改正に伴い以下のように変更[22]。
    1. 「きらめき5号」を統合する形で「かもめ101号」の運転区間を門司港駅 - 佐賀駅間に延長。これにより、吉塚駅以北に直通運転する「かもめ」が15年ぶりに復活。また列車種別を変えずに博多駅を跨いで運転する在来線定期優等列車の設定が、2011年3月のダイヤ改正以来9年ぶりに復活。
    2. 一部列車で車両を変更。博多駅 - 長崎駅間の「かもめ」は885系13往復、787系11往復での運行になる。また週末・繁忙期運転の臨時「かもめ」5往復も787系のみから885系2往復・787系3往復の併用に変更。これにより、2000年の885系投入より続いてきた「1時間あたり885系を1本、時間帯によっては783系→787系を1本運転」の原則が崩れることになる。佐賀駅発着の「かもめ101・108号」は787系7両編成から783系9両編成（土曜・休日は5両編成）に変更、「かもめ104号」は783系「みどり」編成による4両編成となった。783系の運用は1.5往復に増加。

  - 3月20日 - 6月18日：新型コロナウイルス感染症による利用客減少に伴い、以下の通りの対応を行った。なお、社会情勢の変化に伴い随時追加の対応が発表されており、当初発表されていた内容から変更された点も生じた[23][24][25][26][27]。
    1. 4月24日以降、定期列車3往復（かもめ11・15・28・32・36・37号）を運休。
    2. 5月11日以降は、上記の3往復に加えてさらに2往復（かもめ14・29・33・44号）を運休。また5・40号は長崎駅発着から佐賀駅発着に変更。
    3. 臨時列車は3月27日の「かもめ81 - 84号」を除いて全て運転中止。
    4. 一部の定期列車で減車を実施。
    5. 5月2日から6日までは、JR九州管内の在来線特急列車が全列車運休。

  - 6月19日：いったん通常ダイヤでの運行再開。ただし週末など運転の臨時列車（かもめ81 - 84号）は引き続き運休[28]。
  - 10月28日：九州新幹線（西九州ルート）の列車愛称が「かもめ」となり、N700S系で運行されることが発表される[29][30]。
  - 11月1日：新型コロナウイルス感染症による利用客減少に伴い、「かもめ15・28号」を運休[注 17][31]。
- 2021年（令和3年）
  - 3月13日：ダイヤ改正に伴い以下のように変更[32][33]。

  1. 博多駅 - 長崎駅間の「かもめ」を2往復（従来の15・28・36・39号）削減。15・28・36号はピーク期に臨時列車として運転。39号は廃止し、41号以降の号数が繰り上がる。これにより博多駅 - 長崎駅間の定期列車は22往復となる。また臨時列車のうち旧82号は設定がなくなり、前述の15・28・36号を含めて6往復（70 - 77・91 - 94号）となる。
  2. 使用車両は、博多駅 - 長崎駅間の「かもめ」は885系と787系7両編成を11往復ずつ、102号が787系7両編成、104号が783系「みどり」編成、106号が885系、その他100号台は787系6両編成とする。これにより783系の「かもめ」定期運用は再度104号のみとなる。

  - 7月15日：「かもめ101・108号」を7両編成に増車。
- 2022年（令和4年）
  - 7月27日：乗務員への新型コロナウイルス感染拡大により、臨時「かもめ」1往復（91・94号）が8月5日まで運休[34]。

### 西九州新幹線「かもめ」・「リレーかもめ」
- 2022年（令和4年）9月23日：西九州新幹線の武雄温泉駅 - 長崎駅間開業に伴うダイヤ改正により、「かもめ」の名称を西九州新幹線に移行[2]。また、在来線特急については以下の通り変更。
  1. 佐世保線の武雄温泉駅にて新幹線「かもめ」と対面接続する列車に「リレーかもめ」の名称を与え、下り18本・上り16本を設定（残りの下り4本・上り6本分は「みどり」が接続し、対象列車は「みどり（リレーかもめ）」とする）。885系と787系を使用し、787系で運転する「リレーかもめ」は8両編成となる。
  2. 「リレーかもめ」「みどり」「ハウステンボス」の号数が連番となる。
  3. 西九州新幹線に接続しない肥前鹿島駅または佐賀駅発着の列車に「かささぎ」の名称を与え、下り8本・上り9本を設定。このうち7往復が肥前鹿島駅まで乗り入れる。使用車両は783系・787系・885系。
- 2024年（令和6年）3月16日：ダイヤ改正により、以下のように変更[35]。
  1. 午前中の上りに「リレーかもめ」を1本増発（14号）し、「かもめ」との接続列車を「みどり（リレーかもめ）」からこちらに変更。
  2. 「リレーかもめ」17・20・49・52号（改正後17・22・49・54号）を885系から787系に変更。885系による「リレーかもめ」は夕方の2往復（45・50・53・58号）のみとなる。
  3. 「かささぎ」は、朝の通勤時間帯に運行されていた佐賀→博多の1本（204号）を廃止。代替として、直後に続行していた肥前鹿島始発の「かささぎ」104号を885系6両編成から787系8両編成に増強。
- 2025年（令和7年）3月15日：ダイヤ改正により、以下のように変更。
  1. 朝の通勤時間帯の「かもめ1号」を嬉野温泉駅に新規停車。
  2. 朝の通勤時間帯の「かささぎ101号」の使用車両を787系から885系に変更。（折り返しとなる「かささぎ106号」も885系に変更）
  3. 朝の通勤時間帯の「かささぎ 202・102・104号」を二日市駅に新規停車。これにより、全ての「かささぎ」が二日市駅に停車するようになる。

### 列車名の由来
（五十音順）
- 「いなさ」…長崎市にある稲佐山（いなさやま）から。
- 「かささぎ」…佐賀県の県鳥カササギから。
- 「九重」（くじゅう）…経由地である九重連山（くじゅうれんざん）にちなむ。
- 「ちくご」…熊本と長崎を結び列車経由地である佐賀線の大部分が旧国名（令制国上）筑後国（ちくごのくに）の領域にかかることから。
- 「出島」（でじま）…江戸時代のオランダ商館所在地であった長崎市にある地名である出島から。
- 「ながさき」…目的地である長崎県・長崎市および運行路線である長崎本線にちなむ。
- 「西九州」（にしきゅうしゅう）…目的地である長崎県・佐賀県を指す広域地域名から。
- 「ふたば」…広島市にある「二葉山」（ふたばさん）にちなむとされる。
- 「べっぷ」…目的地である別府市にちなむ。

## 夜行普通列車「ながさき」
1976年3月1日、従来無名であった門司港駅 - 長崎駅・佐世保駅間を佐世保線・大村線経由で運行する寝台車連結の夜行普通列車に「ながさき」の愛称が与えられた。
これは、座席指定席・寝台車を連結した普通列車を旧国鉄の座席指定オンラインシステム「マルス」へ収容するための、全国的な措置である。同時に、従前は運行地域のみの発券であった夜行普通列車の寝台券の販売も、全国へ拡充されることとなった。
この経路の夜行普通列車の歴史は古く、長崎本線のルートがそれまでの早岐駅・大村駅ルートから現在の肥前鹿島駅ルートになった1934年12月の段階で、既に門司駅 - 長崎港駅と同じ経路を通る列車として設定されていた。
「ながさき」は1984年2月1日をもって廃止されたが、36年後の2020年にYouTuberのスーツの申し入れにより、9月12日から13日にかけて門司港駅 - 長崎駅間を1往復、団体臨時列車として復活運行した。車両はキハ66系気動車2両編成が充当され、長崎→門司港の復路は夜行「ながさき」のダイヤに沿って運行された。